# Jurynci
Jurynci (ukr. Юринці, hist. pol. Juryńce, Jurzyńce) – wieś na Ukrainie, w obwodzie chmielnickim, w rejonie chmielnickim, w hromadzie Satanów. W 2001 liczyła 785 mieszkańców, spośród których 772 wskazało jako ojczysty język ukraiński, a 13 rosyjski.